# Cocytus

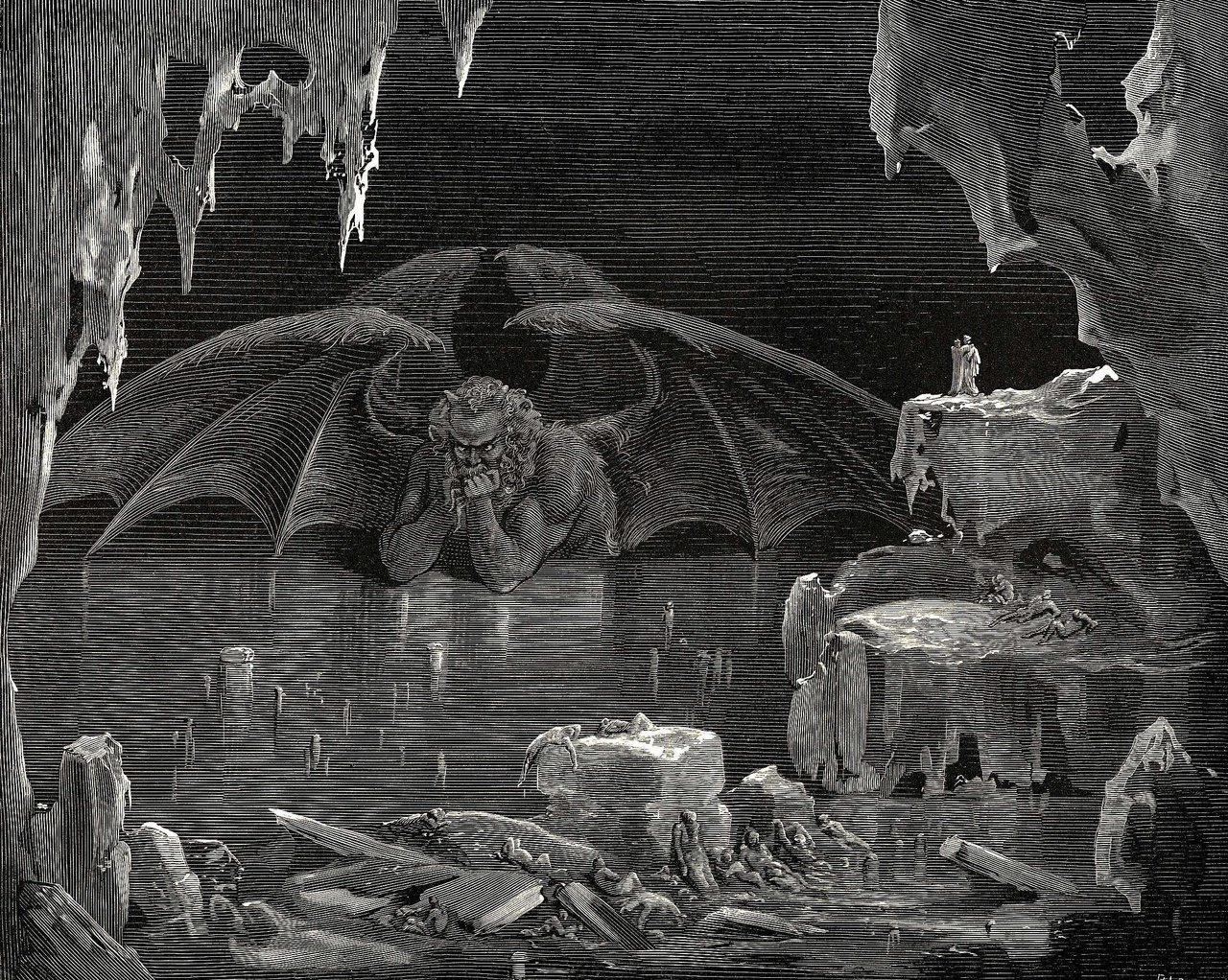
Cocytus in Dantes Goddelijke komedie (Gustave Doré, 1885)

In de Griekse mythologie is de Cocytus of "Kokytos", de rivier van de weeklachten, een rivier in de onderwereld, die uitvloeit in de Acheron. De veerman Charon bracht schimmen van doden voor 1 Obool naar de andere kant.
In Dantes Goddelijke komedie is de Cocytus het diepste gedeelte van de hel, bestaande uit een bevroren meer waar Lucifer en de verraders in vastzitten (vaak tot aan hun kin of neus).
Acheron · Cocytus · Eridanos · Lethe · Mnemosyne · Phlegethon · Styx